# Stumpfblättriger Mannsschild
Der Stumpfblättrige Mannsschild (Androsace obtusifolia) ist eine Pflanzenart aus der Gattung Mannsschild (Androsace) in der Familie der Primelgewächse (Primulaceae).

## Beschreibung

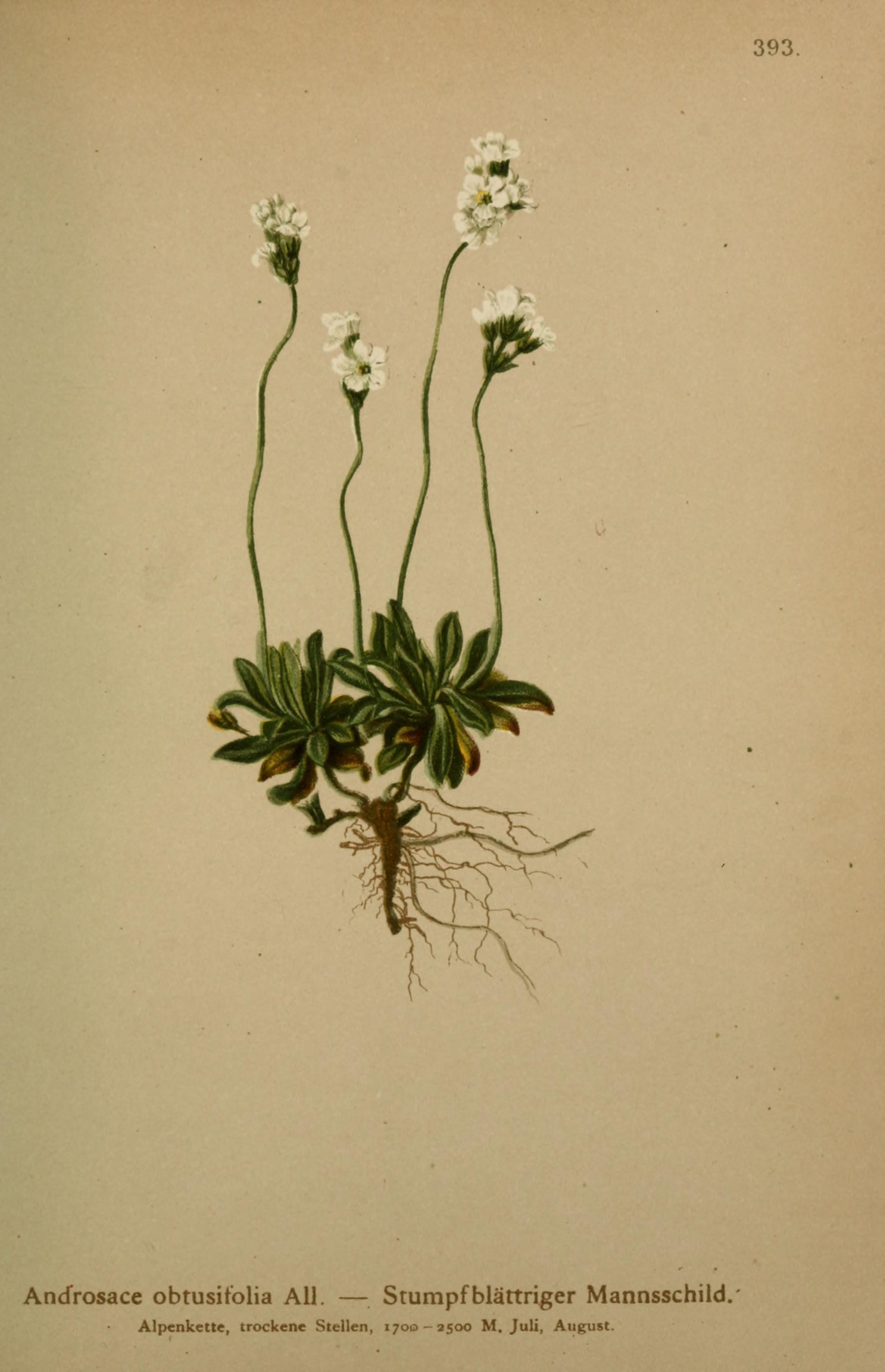
Illustration aus Atlas der Alpenflora

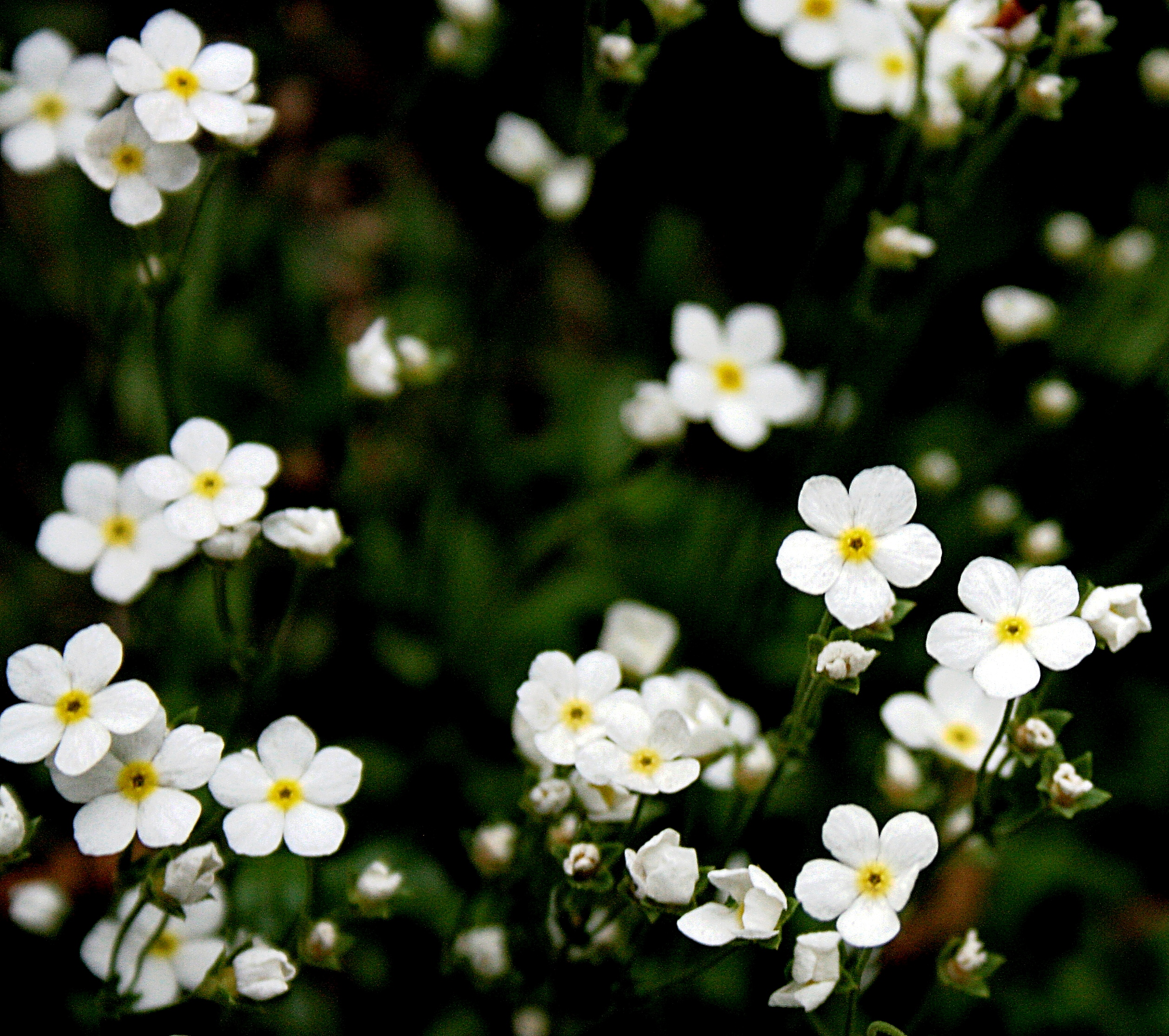
Blütenstände mit Blüten

### Vegetative Merkmale
Der Stumpfblättrige Mannsschild ist eine ausdauernde Pflanze, die Wuchshöhen bis 10 Zentimetern erreicht. Die oberirdischen Pflanzenteile sind dicht mit sehr kurzen Stern- oder Gabelhaaren bedeckt, nur die Laub- und Hochblätter sind auf den Flächen beinahe kahl, aber am Rand bewimpert.
Die Laubblätter sind in einzelnen oder wenig ausgebreiteten Rosetten angeordnet. Die Blattspreiten sind bei einer Länge von 6 bis 25 Millimetern sowie einer Breite von 2 bis 3 Millimetern lanzettlich, ganzrandig, mit stumpfem oberen Ende und bewimperten Rand. 

### Generative Merkmale
Die Blütezeit reicht von Juni bis August. Aus den Blattachseln entspringen bis 10 Zentimeter lange Blütenstandsschäfte mit mehrblütigen doldigen Blütenständen. Die Blütenstiele sind 2 bis 15 Millimeter lang, nach oben schwach keulenförmig verdickt und meist deutlich länger als die Tragblätter. Die Tragblätter sind schmal-lanzettlich mit bewimperten Rand.
Die zwittrige Blüte ist radiärsymmetrisch und fünfzählig mit doppelter Blütenhülle. Die fünf 3 bis 4 Millimeter langen Kelchblätter sind bis mindestens zur Hälfte ihrer Länge verwachsen. Die Krone weist einen Durchmesser von 6 bis 9 Millimetern auf und meist weiß gefärbt, der Schlund ist gelblich und die Kronlappen enden rund oder kaum ausgerandet.
Die Kapselfrucht ist länglich-eiförmig und wenig kürzer als der Kelch. Jede Kapselfrucht enthält sechs bis acht Samen. Die dunkel-braunen Samen weisen eine Länge von 2 bis 3 Millimetern sowie einen Durchmesser von etwa 1,5 Millimetern auf und ziemlich stark flach gedrückt; auf der Bauchseite tritt eine Kante deutlich hervor.
Die Chromosomenzahl beträgt 2n = 36 oder 38.

## Vorkommen
Der Stumpfblättrige Mannsschild kommt in den Alpen (hauptsächlich in Silikatgebieten), im Apennin, den Sudeten, den Karpaten und auf dem Balkan vor. Der Stumpfblättrige Mannsschild wächst auf kalkarmen Böden in Höhenlagen von 1500 bis 3400 Metern; die Höhenlage von 3400 Metern erreicht er am Oberaarhorn im Kanton Wallis.
Der Stumpfblättrige Mannsschild gedeiht in Mitteleuropa meist auf kalkarmen oder kalkfreien, humosen Böden. Der Stumpfblättrige Mannsschild besiedelt in Mitteleuropa lückige alpine Rasen meist in Höhenlagen von 1500 bis 3400 Metern; die Höhenlage von 3400 Metern erreicht am Oberaarhorn in den Berner Alpen. Der Stumpfblättrige Mannsschild ist in Mitteleuropa eine Charakterart des Caricion curvulae-Verbands, kommt aber selten auch in hochmontanen Nardion-Gesellschaften vor. Die Art ist in Deutschland durch die BArtSchV besonders geschützt.
Der Stumpfblättrige Mannsschild kommt in den Nördlichen Kalkalpen vereinzelt vor, in den Zentralalpen zerstreut, in den West- und Südalpen kommt er selten vor. Besonders bemerkenswert ist das Vorkommen im Riesengebirge in Polen in der Kleinen Schneegrube (poln. Mały Śnieżny Kocioł) in einer Höhenlage von 1500 Metern.
Die ökologischen Zeigerwerte nach Landolt et al. 2010 sind in der Schweiz: Feuchtezahl F = 2+ (frisch), Lichtzahl L = 4 (hell), Reaktionszahl R = 2 (sauer), Temperaturzahl T = 1+ (unter-alpin, supra-subalpin und ober-subalpin), Nährstoffzahl N = 2 (nährstoffarm), Kontinentalitätszahl K = 3 (subozeanisch bis subkontinental).

## Belege
- Xaver Finkenzeller, Jürke Grau: Alpenblumen (= Steinbachs Naturführer.). Neue, bearbeitete Sonderausgabe. Mosaik-Verlag GmbH, München 1996, ISBN 3-576-10558-1.
- Dietmar Aichele, Heinz-Werner Schwegler: Die Blütenpflanzen Mitteleuropas, Franckh-Kosmos-Verlag, 2. überarbeitete Auflage 1994, 2000, Band 3, ISBN 3-440-08048-X.